# Trmačov
Hrad Trmačov se nachází v okrese Brno-venkov asi 2 km jihozápadně od Hlubokých Dvorů. Bývá nazýván nejmenším hradem na Moravě, kastelolog Miroslav Plaček ho řadí jako přechod mezi kategorií hradu a tvrze. Vzhledem k tomu, že tento objekt měl válcový bergfrit, je řazen mezi hrady. Je chráněn jako kulturní památka České republiky.

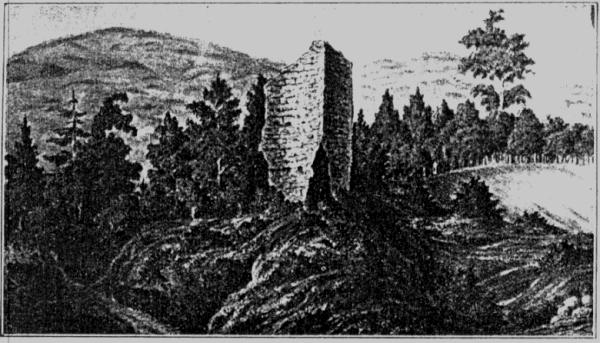
Kresba hradu od M. Trappa z roku 1860

Po Trmačově se píše vladycký, avšak ne bezvýznamný, rod z Trmačova. První zmínka pochází z roku 1305, kdy Ondřej z Trmačova svědčil na závěti Jindřicha II. z Lichtenštejna a Mikulova. Je pravděpodobné, že tento rod byl s Lichtenštejny spřízněn, případně tam byly jiné významné vazby. Roku 1371 prodali Domaslav a Přešek z Trmačova Mikuláši z Trmačova tvrz a dvůr v Trmačově. Roku 1407 koupil Přešek z Trmačova od bratří Petra a Mikuláše z Trmačova tvrz Trmačov se vsí. V roce 1417 držel polovinu zboží Jan z Dlouhé vsi a roku 1437 si činil nároky na Trmačov Jan z Lomnice. Roku 1466 se hrad Trmačov uvádí jako pustý.
Z hradu o rozměrech 27 × 22 metrů se zachovaly pouze zbytky bergfritu a malé zbytky zdí. Pod hradem jsou terénní stopy zaniklé vsi Trmačov.